# 聖多美和普林西比時間
圣多美和普林西比採用格林尼治標準時間（GMT；UTC±00:00）。圣多美和普林西比从未實行夏时制。

## 历史
在葡萄牙治下，圣多美和普林西比最初採用地方平時UTC+0:26:56，直到1884年改採UTC-0:36:45。1912年1月1日起，圣多美和普林西比改採格林尼治标准时间。圣多美和普林西比於2018年1月1日起短暂改採西非時間（UTC+01:00），惟於次年1月1日起旋即恢復採用格林尼治标准时间。

## IANA时区信息数据库
圣多美和普林西比在时区信息数据库中的zone.tab檔案中獲配給的位置。“ST”指ISO 3166-1二位字母代码（國家地區代碼）。圣多美和普林西比的数据直接来自IANA时区信息数据库的zone.tab檔案；标有“*”符號的欄位是zone.tab檔案本身的列：
| 欄* | 座標*       | TZ* | 標準時間偏移 | 夏令時間 |
| --- | ----------- | --- | ------------ | -------- |
| ST  | +0020+00644 |     | +00:00       | +00:00   |

## 外部連結
- Time.is上的圣多美和普林西比当前时间 （页面存档备份，存于）
- TimeAndDate.com上的圣多美和普林西比时间 （页面存档备份，存于）